# Glyceria pulchella
Glyceria pulchella är en gräsart som först beskrevs av George Valentine Nash, och fick sitt nu gällande namn av Karl Moritz Schumann. Glyceria pulchella ingår i släktet glycerior, och familjen gräs. Inga underarter finns listade i Catalogue of Life.